# Алаудевле Бозкурт Беј
Алаудевле Бозкурт Беј (тур. Alaüddevle Bozkurt Bey; 1479. - 13. јун 1515) је био једанаести владар Дулкадири династије и отац османске краљице Ајше Хатун.